# Park izbrisanih, Ljubljana
Park izbrisanih bo eden izmed parkov v Ljubljani. Mestni svetniki Občine Ljubljana so poimenovanje in meje parka, ki bo sredi kompleksa Centra Rog, potrdili na svoji seji 14. marca 2022. V parku bo spominsko obeležje v obliki črke Ć, ki bo izdelano iz nebrušenega betona; večji del črke bo vkopan v zemljo in bo očem neviden. Na površju bo viden le zgornji del črke.

## Poimenovanje in določitev mej
Ljubljanski mestni svetniki so na seji 14. marca 2022 podprli odlok o poimenovanju in določitvi mej dveh parkov na območju Ljubljane, poleg Parka izbrisanih še Park Gazel ob Tehnološkem parku. Predlog imena sta podali organizacija Amnesty International Slovenija in društvo Civilna iniciativa izbrisanih aktivistov. Ime obeležuje 30. obletnico izbrisa; slovenske oblasti so namreč 26. februarja 1992, po osamosvojitvi Republike Slovenije, iz registra stalnega prebivalstva Slovenije nezakonito izbrisale 25.671 ljudi.

## Obeležje
Na javnem natečaju za obeležje v Parku izbrisanih, ki ga je razpisal Center Rog, je med dvanajstimi idejnimi predlogi devetčlanska strokovna komisija izbrala idejno rešitev arhitekta in scenografa Aleksandra Vujovića, internetnega umetnika Vuka Ćosića ter oblikovalke in ekoaktivistke Irene Woelle. Gre za spomenik v obliki črke Ć, zapisan v fontu Times New Roman, ki bo izdelan iz nebrušenega betona; večji del črke bo vkopan v zemljo in bo očem neviden. Na površju bo viden le zgornji del črke. Črka Ć, ki je v slovenski abecedi ni, pojavlja pa se v abecedah jezika drugih jugoslovanskih narodov, je prisotna v priimkih številnih ljudi iz republik bivše Jugoslavije in opominja na žrtve izbrisa ter kaže na to, da lahko črke v priimkih in imenih odločajo o življenjih ljudi.